# Trójki NKWD

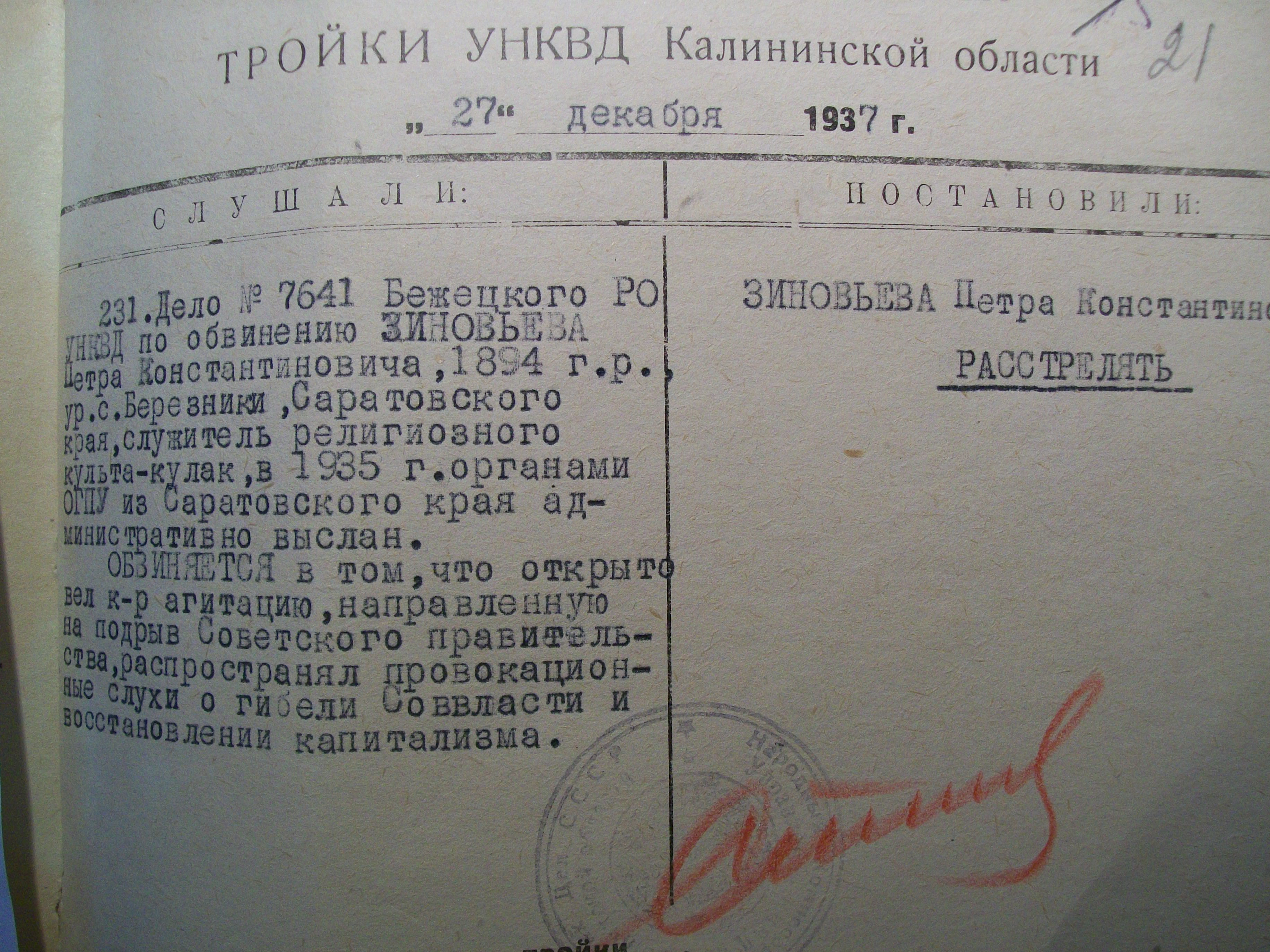
Decyzja „trójki” NKWD o rozstrzelaniu Piotra Zinowiewa, jednego ze Świętych Nowomęczenników i Wyznawców Rosyjskich

Trójki NKWD (ros. тройки НКВД) – komisje powołane na mocy rozkazu NKWD nr 00447 z 30 lipca 1937 roku w celu szybkiego rozpatrywania spraw sądowych (sądownictwo doraźne) związanych z „elementami antyradzieckimi” i „antykomunistycznymi”. Aktywne w okresie wielkiego terroru. Ocenia się, że trójki NKWD wydały około pół miliona wyroków śmierci, w tym podczas operacji polskiej NKWD.